# Capilla de Nuestra Señora de los Ángeles (Rancagua)
La capilla de Nuestra Señora de los Ángeles es un proyecto para una capilla católica en Rancagua (Chile). Está basado en un proyecto elaborado por el arquitecto modernista Antoni Gaudí para una capilla dedicada a la Asunción de la Virgen en la parte posterior del ábside del Templo Expiatorio de la Sagrada Familia, en Barcelona (España).
El origen de su ubicación en Rancagua parte de una iniciativa del fraile franciscano chileno Angélico Aranda, quien en una visita a Barcelona en la que conoció a Gaudí le propuso la elaboración de una capilla para esta localidad; el arquitecto reusense no pudo diseñar un proyecto original, pero le dio los planos de la capilla que tenía pensada para la Sagrada Familia. Aunque en su momento el proyecto no se realizó, fue retomado en los años 1990 por el arquitecto chileno Christian Matzner. En el momento de su construcción, esta capilla será la única obra de Gaudí fuera de España.

## Historia

### Diseño por Gaudí

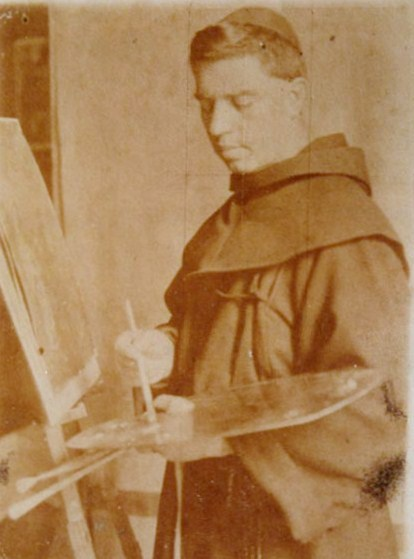
Fray Angélico Aranda, Roma (1910).

Angélico Aranda (Linderos, 1870 – Rancagua, 1961) fue un fraile franciscano y pintor chileno. En 1909 partió a Europa para estudiar pintura en la Academia Española de Bellas Artes de Roma, y en una breve estancia en Barcelona conoció a Gaudí. Años más tarde, en 1922, le escribió para encargarle una iglesia que estaría ubicada en Rancagua. En la carta, fechada el 15 de agosto de 1922, el padre Aranda le pedía lo siguiente:

El que escribe es un fraile franciscano... que tuvo el gusto de conocerlo el año 1909... Le contaré que estoy empeñado en hacer una pequeña capilla o santuario dedicado a Nuestra Señora de Los Ángeles o Porciúncula y deseoso de hacer una obra original, bien original, me acordé de Ud. y digo ¿Cómo no ha de obsequiar con un plano de los que él solamente sabe hacer? Se lo pido, pues, en nombre de Nuestra Señora de los Ángeles, prometiéndole corresponder con mis oraciones... Le saluda su afmo. Fra Angélico Rancagua .

Gaudí se excusó diciendo que ocupaba su tiempo en exclusiva a la Sagrada Familia, pero envió a Chile unos bocetos de la capilla de la Asunción que había proyectado para el ábside del templo expiatorio, que más o menos coincidían un poco con lo solicitado por el padre Aranda. En agradecimiento, Aranda le envió un donativo de 177 pesetas y un cuadro de su elaboración, que Gaudí colgó en su estudio, hasta que fue destruido en 1936, al inicio de la Guerra Civil Española.
El proyecto definitivo de la Sagrada Familia lo efectuó Gaudí en la etapa final de su obra, en la que llegó a la culminación de su estilo: en los últimos años de su carrera, dedicados casi en exclusiva a la Sagrada Familia, Gaudí perfeccionó su estilo de concepción naturalista, haciendo una síntesis de todas las soluciones y estilos probados hasta aquel entonces. El arquitecto modernista logró una perfecta armonía en la interrelación entre los elementos estructurales y los ornamentales, entre plástica y estética, entre función y forma, entre contenido y continente, logrando la integración de todas las artes en un todo estructurado y lógico.
Después de la realización de la cripta y el ábside de la Sagrada Familia, todavía en estilo neogótico, el resto del templo lo concibió en un estilo orgánico, imitando las formas de la naturaleza, donde abundan las formas geométricas regladas. Gaudí aplicó en la Sagrada Familia todos sus hallazgos experimentados anteriormente en obras como el parque Güell o la cripta de la Colonia Güell, consiguiendo elaborar un templo estructuralmente perfecto a la vez que armónico y estético. La Sagrada Familia tiene planta de cruz latina, de cinco naves centrales y transepto de tres naves, y ábside con siete capillas. Presenta tres fachadas dedicadas al Nacimiento, Pasión y Gloria de Jesús, y cuando esté concluida tendrá 18 torres. Asimismo, el templo dispondrá de dos sacristías junto al ábside, y de tres grandes capillas: la de la Asunción en el ábside y las del Bautismo y la Penitencia junto a la fachada principal.
La capilla de la Asunción, de la que Gaudí dejó un elaborado proyecto, tendrá forma de litera de piedra, evocando la litera con que se sacaba en procesión a la llamada Virgen de Agosto de la Catedral de Gerona. El arquitecto se inspiró en la obra de Lluís Bonifaç de la seo gerundense, reproduciendo en la capilla detalles como los cortinajes, la corona, los pilares y los ángeles. La capilla estará rematada por una linterna de 30 metros de altura, culminada con una corona flanqueada en sus cuatro lados por ángeles, y la inscripción Salve, Regina, Mater misericordiae, en honor de la Virgen de la Misericordia, patrona de Reus, la ciudad natal del arquitecto.

### Proyecto de construcción

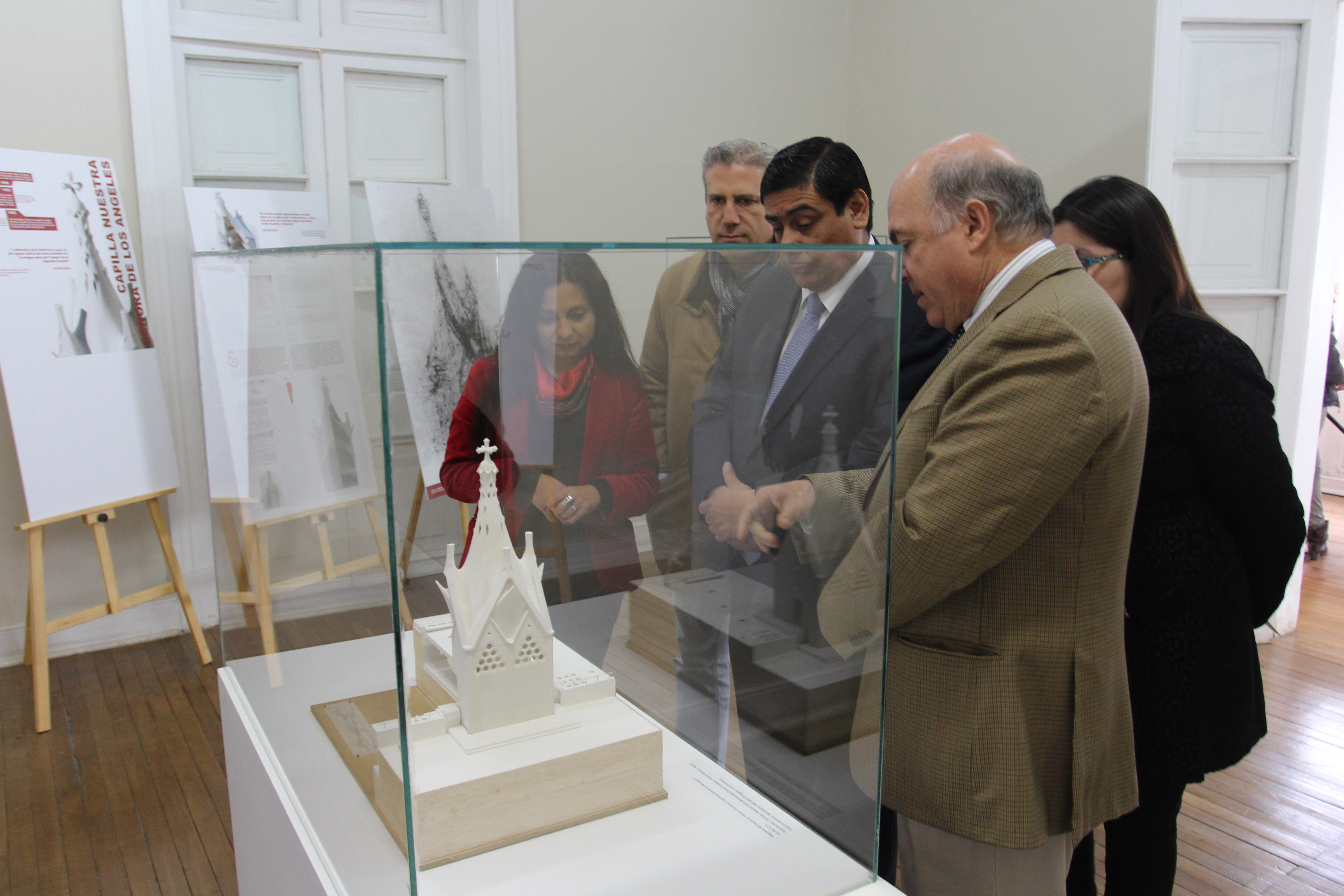
El ministro de Bienes Nacionales Víctor Osorio, inspecciona la maqueta de la capilla en 2015.

Aunque el proyecto no se llevó a cabo en vida del padre Aranda, fue retomado posteriormente por parte del arquitecto chileno Christian Matzner y la fundación Corporación Cultural Gaudí de Triana, fundada en 1996. Los antecedentes de este proyecto tienen como origen a Joan Bassegoda, quien había informado a la escultora Esther Chacón de los antecedentes, a través de una carta el 17 de julio de 1993. Fue su primer presidente Nicolás Díaz Sánchez; vicepresidenta, Elisabet Juanola Soria, representando al Grupo Claraeulalia; secretario, Patricio Letelier Elgueta en representación del entonces alcalde Esteban Valenzuela Van Treek (también miembro del directorio); el obispo Javier Prado Aranguiz; el gobernador Ricardo Tudela Barraza; Carlos Muñoz Parra, SEREMI de vivienda y urbanismo de la región; el arquitecto Christian Matzner; y Rodrigo Díaz Soteras, médico. Christian Matzner, junto al equipo de arquitectos integrado por Elena Corbalan, Álvaro Guerra y María Eugenia Moreno, desarrollaron el proyecto arquitectónico en 2010.[cita requerida]
En 1999 la Municipalidad de Rancagua donó 5000 m² al interior del parque comunal —renombrado Parque Cataluña en 2005— para la construcción de la iglesia. Además de la capilla, se creará el Centro Cultural y Espiritual Gaudí de Triana, que incluirá salas de reuniones, exposiciones y actividades artísticas, así como de estudio y promoción de la obra de Gaudí; e, igualmente, una Casa de Soledad y Silencio, un lugar de contemplación y oración sin credo establecido. En el parque habrá también otros equipamientos, como una librería y tienda de souvenirs, una cafetería, una oficina de turismo y una escuela de Artes y Oficios. El proyecto tiene un presupuesto de 7 400 000 dólares.
En noviembre de 2016 el Concejo Municipal de Rancagua aprobó la ampliación del terreno del Parque Cataluña destinado al Centro Gaudí, a una superficie de 16.000 m². La Contraloría General de la República aprobó en diciembre de ese año fondos por 5300 millones de pesos, financiados por el Gobierno Regional de O'Higgins y por fondos del Ministerio de Obras Públicas.
Las obras se iniciaron en marzo de 2017, sin embargo la empresa se declaró en quiebra cuando aún no habían pasado dos meses del inicio de la construcción, por lo cual el Ministerio de Obras Públicas terminó el contrato, quedando las obras paralizadas. A mediados de 2017 la Seremi de Obras Públicas abrió una nueva licitación para continuar con la construcción del proyecto. En 2018 se abrió una tercera licitación, con la previsión de un sobrecoste de tres mil millones de pesos sobre el presupuesto original.

## Características
La capilla tendrá 10 metros de ancho por 10 de largo, y 30 metros de altura, y estará rematada por la típica cruz gaudiniana de cuatro brazos. En su interior tendrá un recinto principal con un altar central y un coro circular a ocho metros de altura, así como una cripta subterránea en donde se colocarán los restos del padre Aranda. La construcción será en piedra y hormigón armado a prueba de seísmos, y tendrá revestimientos de lapislázuli y cobre. Será la única obra de Gaudí fuera de España, tras los proyectos fallidos del Hotel Atracción de Nueva York y las Misiones Católicas Franciscanas de Tánger.